# Ann-Marie MacDonald

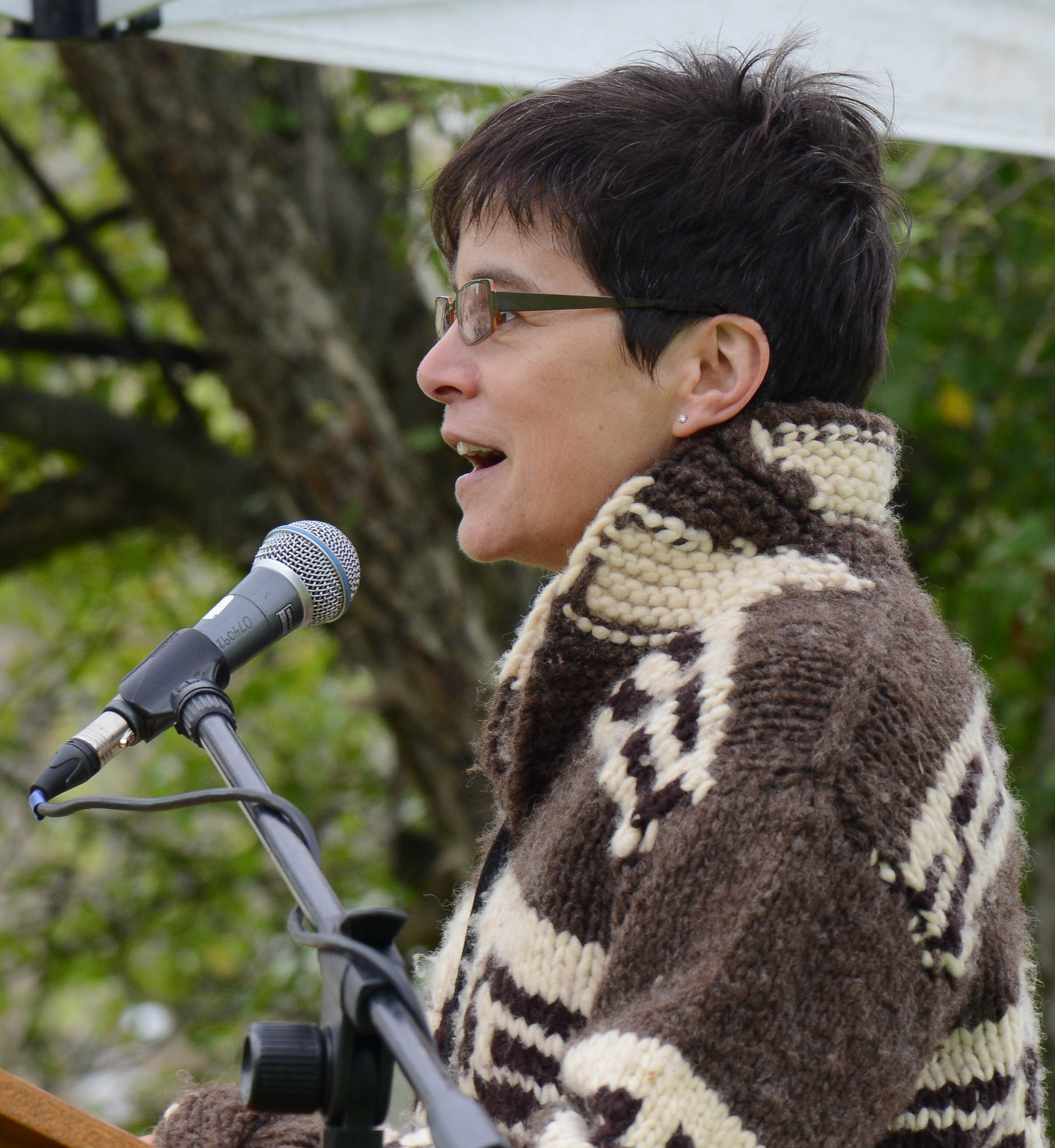
Ann-Marie MacDonald, 2015

Ann-Marie MacDonald (* 29. Oktober 1958 auf der kanadischen Militärbasis CFB Baden-Soellingen bei Rheinmünster, Deutschland) ist eine kanadische Autorin, Journalistin und Schauspielerin. Sie lebt in Toronto, Ontario, Kanada.

## Leben
Ann-Marie MacDonald wurde auf einem von kanadischen Streitkräften benutzten NATO-Stützpunkt in Deutschland geboren, auf dem ihre Eltern beschäftigt waren und lebten. Sie absolvierte 1980 das National Theatre School of Canada Acting Program mit Erfolg und ist seitdem in verschiedenen Sparten in Erscheinung getreten.
Als Schauspielerin in US-amerikanischen und kanadischen Film- und Fernsehproduktionen ist sie seit 1983 aktiv. Unter ihren zahlreichen Rollen finden sich unter anderem Auftritte in Airwolf und in The L Word – Wenn Frauen Frauen lieben sowie in der Komödie Better Than Chocolate.
Als Romanautorin feierte sie mit Fall on Your Knees (1996) und The Way the Crow Flies (2003) sowohl bei den Lesern als auch bei Literaturkritikern Erfolge. Auf der Theaterbühne wurde sie mit ihrer Shakespeare-Parodie Goodnight Desdemona (Good Morning Juliet) (1988) über die Grenzen Kanadas hinaus bekannt. Ihr neuestes Stück heißt Belle Moral: A Natural History und wurde 2005 erstmals aufgeführt.
Für den kanadischen Fernsehsender CBC moderiert sie seit 1996 Life and Times, eine Sendung, die sich vorwiegend mit den Biographien kanadischer Prominenter befasst, wenn auch nicht ausschließlich. Nelson Mandela war zum Beispiel ebenfalls Thema von Life and Times.
Ann-Marie MacDonald wurde für den Neustadt International Prize for Literature 2016 vorgeschlagen, den letztlich eine andere Autorin gewann.

## Werke (Auswahl)
Romane
- Vernimm mein Flehen. Roman. (Fall on your knees, 1996) Übers. Astrid Arz. Piper, München 2000 ISBN 3-492-22974-3 (nominiert für den Amazon.ca First Novel Award)
  - Französische Fassung: Un parfum de cèdre. Traduit de l’anglais (Canada) par Lori St-Martin, Paul Gagné. France Loisirs 1999; Flammarion Quebec, Montreal 1999
- Wohin die Krähen fliegen. Roman. (The Way the Crow Flies. A novel, 2003) Übers. Ulrike Wasel, Klaus Timmermann. Piper, München 2004 ISBN 3-492-04606-1 (basiert auf dem Fall Steven Truscott)

Theaterstücke
- Gute Nacht, Desdemona (guten Morgen, Julia) („Goodnight Desdemona (Good Morning Juliet)“, 1988). Fischer Bühnenverlag, Frankfurt 1999
- The Arab's Mouth. A play. Blizzard Publ., Winnipeg 1995 ISBN 0-921368-52-6
- The Attic, the Pearls and Three Fine Girls. A play. PUC Play Press, Toronto 1995
- Belle Moral. A Natural History. A play. Vintage Canada Books, Toronto 2004 ISBN 978-0-307-39724-9

## Filmografie (Auswahl)
- 1984: Unfinished Business
- 1987: Gesang der Meerjungfrauen (I’ve Heard the Mermaids Singing)
- 1989: Wo ich zuhause bin (Where the Spirit Lives)
- 1990: Die Zeit der bunten Vögel (Where the Heart Is)
- 1996: Schwer verdächtig (Getting Away with Murder)
- 1999: Better Than Chocolate